# HIFK Fotboll
HIFK Fotboll (eller Helsingfors IFK, HIFK, HIFK Helsinki, fuldt navn: Idrottsföreningen Kamraterna, Helsingfors) er en finsk fodboldklub fra byen Helsinki. HIFK spiller i den finske liga Veikkausliiga.

## Historiske slutplaceringer
| Sæson | Niveau | Liga          | Placering | Info     | Kilde  |
| ----- | ------ | ------------- | --------- | -------- | ------ |
| 2010. | 3.     | Kakkonen      | 1.        | Stigning | [ 1 ]  |
| 2011. | 2.     | Ykkonen       | 9.        |          | [ 2 ]  |
| 2012. | 2.     | Ykkonen       | 10.       | Fald     | [ 3 ]  |
| 2013. | 3.     | Kakkonen      | 1.        | Stigning | [ 4 ]  |
| 2014. | 2.     | Ykkonen       | 1.        | Stigning | [ 5 ]  |
| 2015. | 1.     | Veikkausliiga | 7.        |          | [ 6 ]  |
| 2016. | 1.     | Veikkausliiga | 10.       |          | [ 7 ]  |
| 2017. | 1.     | Veikkausliiga | 11.       | Fald     | [ 8 ]  |
| 2018. | 2.     | Ykkonen       | 1.        | Stigning | [ 9 ]  |
| 2019. | 1.     | Veikkausliiga | 7.        |          | [ 10 ] |
| 2020. | 1.     | Veikkausliiga | 8.        |          | [ 11 ] |
| 2021. | 1.     | Veikkausliiga | 6.        |          | [ 12 ] |
| 2022. | 1.     | Veikkausliiga | 12.       |          | [ 12 ] |
|       |        |               |           |          |        |
| 2023. | 2.     | Ykkönen       | 6.        |          | [ 13 ] |